# Liste der Biografien/Paa
Liste der Biografien |
Portal Biografien |
Personensuche
# |
A |
B |
C |
D |
E |
F |
G |
H |
I |
J |
K |
L |
M |
N |
O |
P |
Q |
R |
S |
T |
U |
V |
W |
X |
Y |
Z |
?
 
Pa |
Pc |
Pe |
Pf |
Ph |
Pi |
Pj |
Pk |
Pl |
Pm |
Pn |
Po |
Pr |
Ps |
Pt |
Pu |
Pv |
Pw |
Py
 
Paa |
Pab |
Pac |
Pad |
Pae |
Paf |
Pag |
Pah |
Pai |
Paj |
Pak |
Pal |
Pam |
Pan |
Pao |
Pap |
Paq |
Par |
Pas |
Pat |
Pau |
Pav |
Paw |
Pax |
Pay |
Paz
Die Liste der Biografien führt alle Personen auf, die in der deutschsprachigen Wikipedia einen Artikel haben. Dieses ist eine Teilliste mit 136 Einträgen von Personen, deren Namen mit den Buchstaben „Paa“ beginnt.

## Paa
- Paa Joe (* 1947), ghanaischer Sargkünstler
- Paa, Marcel (* 1985), Schweizer Bäcker-Konditor-Meister, Unternehmer und Webvideoproduzent

### Paab
- Pääbo, Svante (* 1955), schwedischer BiologeSvante Pääbo (* 1955)

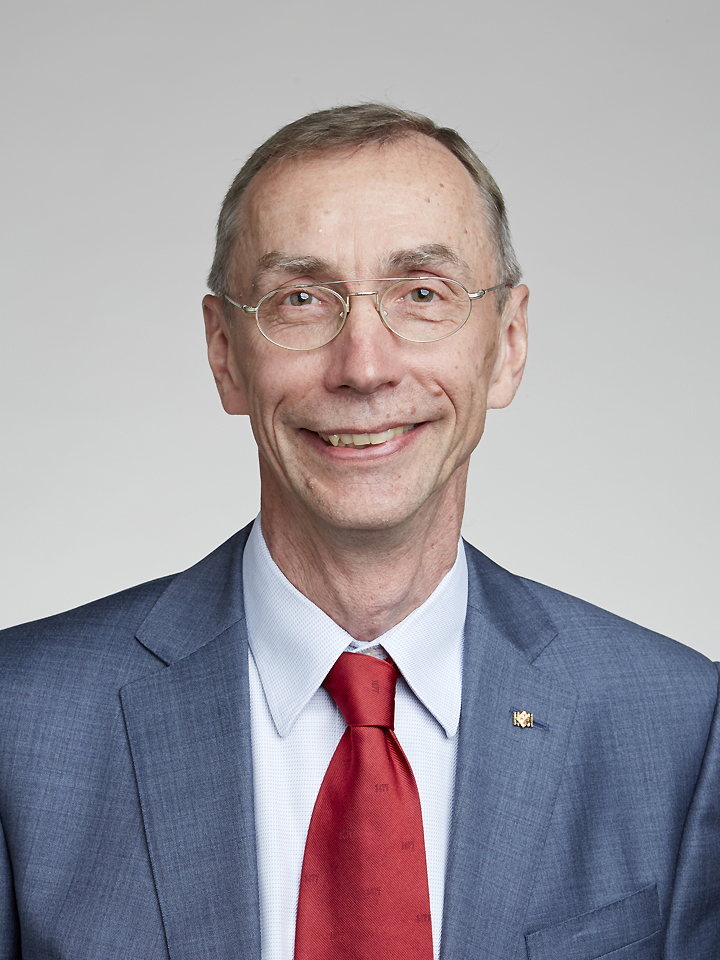
Svante Pääbo (* 1955)

### Paaj
- Pääjärvi, Jörgen (* 1969), schwedischer Freestyle-Skier
- Pääjärvi-Svensson, Magnus (* 1991), schwedischer Eishockeyspieler

### Paak
- Paak, Anderson (* 1986), US-amerikanischer R&B-Sänger, Rapper, Schlagzeuger und Musikproduzent
- Paakkolanvaara, Tommi (* 1983), finnischer Eishockeyspieler
- Pääkkönen, Jasper (* 1980), finnischer Schauspieler
- Paakkonen, Lasse (* 1986), finnischer Skilangläufer
- Pääkkönen, Teemu (* 1982), finnischer Skispringer
- Paakkunainen, Seppo (* 1943), finnischer Jazzmusiker (Saxophon, Komposition)

### Paal
- Paal, Boris (* 1974), deutscher Jurist und Hochschullehrer
- Paal, Carl (1860–1935), deutsch-österreichischer Chemiker
- Paal, Claus (* 1967), deutscher Unternehmer und Politiker (CDU), MdL
- Paál, Gábor (* 1967), deutscher Hörfunkjournalist und Buchautor
- Paal, Günther (* 1962), österreichischer KabarettistGünther Paal (* 1962)

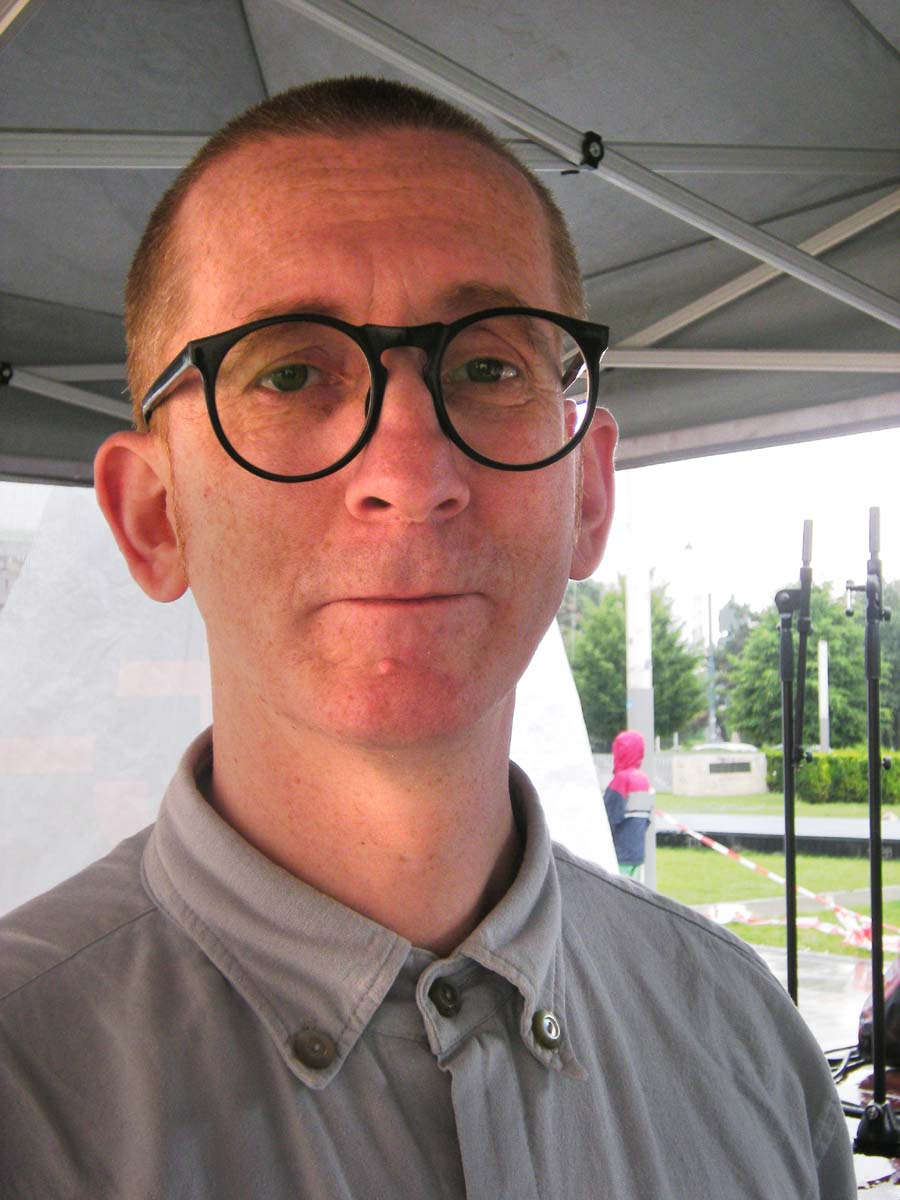
Günther Paal (* 1962)

- Paal, Heinrich (1895–1941), estnischer Fußballspieler und Fußballschiedsrichter, Leichtathlet und Sportfunktionär
- Paál, Jób (1888–1962), ungarischer Journalist
- Paal, Kenneth (* 1997), surinamisch-niederländischer Fußballspieler
- Paál, László (1846–1879), ungarischer Landschaftsmaler des Impressionismus
- Paal, Rudolf (1897–1934), estnischer Fußballspieler
- Paala Salazar, Jose (1937–2004), philippinischer Ordensgeistlicher, katholischer Bischof
- Paalam, Carlo (* 1998), philippinischer Boxer
- Paalberg, Herbert (1903–1979), estnischer Fußballspieler
- Paalen, Bella (1881–1964), österreichische Opernsängerin (Alt)
- Paalen, Gustav Robert (1873–1945), österreichischer Kunstmäzen, Erfinder, Kunstsammler und Unternehmer
- Paalen, Wolfgang (1905–1959), österreichischer Maler und Kunsttheoretiker
- Paalgard, Harald (1950–2025), norwegischer Kameramann
- Paalman, Fra (1945–2020), niederländischer Grafikdesigner, bildender Künstler und Lehrer
- Paalman-de Miranda, Ietje (1936–2020), niederländische Mathematikerin und Hochschullehrerin
- Paalzow, Adolph (1823–1908), deutscher Physiker
- Paalzow, Christian Ludwig (1753–1824), deutscher Verwaltungsjurist
- Paalzow, Hans (1862–1945), deutscher Rechtswissenschaftler und Bibliothekar
- Paalzow, Henriette (1792–1847), deutsche Schriftstellerin
- Paalzow, Nicolas (* 1967), deutscher Geschäftsführer des Fernsehsenders Sat

### Paan
- Paananen, Adiel (1897–1968), finnischer Skilangläufer
- Paananen, Aleksi (* 1993), finnischer Fußballspieler
- Paanmeni, altägyptischer Priester und hochrangiger Arzt

### Paap
- Paap, Arjenne (* 1981), niederländische Handballspielerin
- Paap, Hans Joachim (* 1960), deutscher Architekt
- Paap, Tallima († 1768), estnischer Bauernprediger
- Pa'apa'a, Natalie, australische Roots-Musikerin
- Paape, Eddy (1920–2012), belgischer Comiczeichner
- Paape, Jürgen, deutscher Minimal-Technomusiker und Labelmacher

### Paar
- Paar, Alois von (1840–1909), k.u.k General der Kavallerie
- Paar, Christof (* 1963), deutscher Kryptograph und Hochschullehrer
- Paar, Eduard von (1837–1919), österreichischer Offizier
- Paar, Ernst (1906–1986), österreichischer Maler und Graphiker
- Paar, Eva M. (* 1977), österreichische Malerin
- Päär, Gaido (1954–2023), estnischer Radrennfahrer
- Paar, Gisbert (* 1948), deutscher Politiker (CDU), MdVK, MdB
- Paar, Hans Henning (* 1966), deutscher Tänzer und Choreograf
- Paar, Hermann (* 1954), deutscher Basketballtrainer
- Paar, Ilse (1940–1980), österreichische Provinzialrömische Archäologin
- Paar, Jack (1918–2004), US-amerikanischer ModeratorJack Paar (1918–2004)

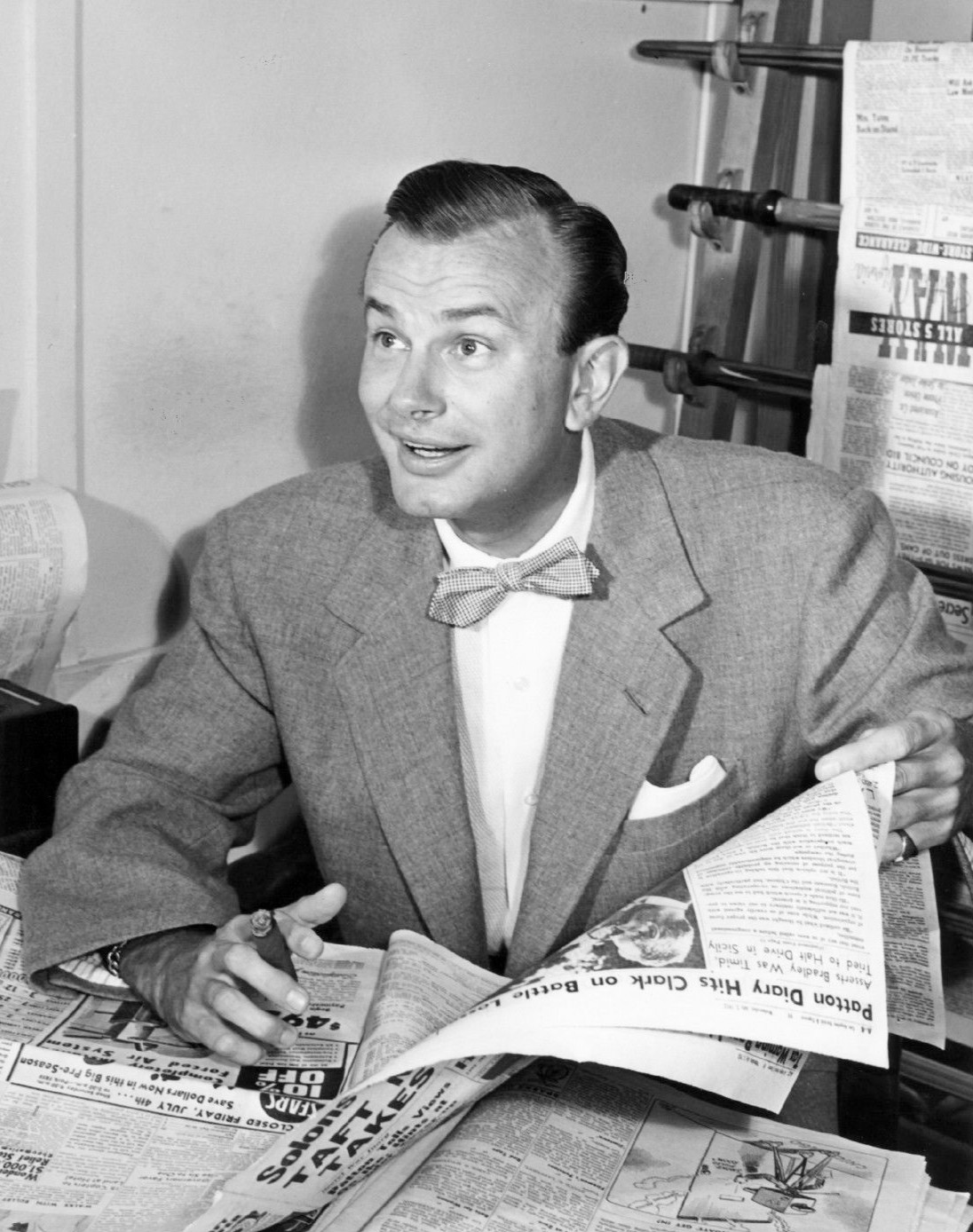
Jack Paar (1918–2004)

- Paar, Johann Baptist von, Postmeister für Innerösterreich
- Paar, Johann Christoph von († 1636), kaiserlicher Rat und Hofpostmeister unter Ferdinand II.
- Paar, Josef (1913–1997), deutscher Ringer
- Paar, Julia (* 1994), österreichische Politikerin (ÖVP), Landtagsabgeordnete in der Steiermark
- Paar, Karel (* 1945), tschechoslowakischer Radrennfahrer
- Paar, Karl Joseph von (1654–1725), kaiserlicher General-Erbpostmeister, Numismatiker
- Paar, Karl von (1773–1819), k. k. Generalmajor und Ritter des Maria-Theresien-Ordens, 3. Fürst von Paar
- Paar, Karl von (1806–1881), 4. Fürst von Paar, Freiherr auf Hartberg und Krottenstein
- Paar, Karl von (1834–1917), 5. Fürst von Paar sowie Mitglied des österreichischen Herrenhauses
- Paar, Laura-Ioana (* 1988), rumänische Tennisspielerin
- Paar, Ludwig von (1817–1893), österreichischer Diplomat und Kunstsammler
- Paar, Mathilde (1849–1889), deutsche Schriftstellerin
- Paar, Tanja (* 1970), österreichische Journalistin und Schriftstellerin
- Paar, Wenzel Johann Joseph von (1719–1792), erster Fürst von Paar, k. k. wirklicher Rat, Kämmerer und oberster Reichs-, Hof- und General-Erblandpostmeister
- Paardekooper, Roeland (* 1970), niederländischer Prähistoriker
- Paarhammer, Hans (1947–2020), österreichischer römisch-katholischer Priester und Generalvikar der Erzdiözese Salzburg
- Paarlberg, Robert (* 1945), US-amerikanischer Politologe und Hochschullehrer
- Paarma, Jukka (* 1942), finnischer Geistlicher, ehemaliger Erzbischof des Erzbistums Turku
- Paarmann, Rudolf (1826–1893), deutscher Baumeister
- Paars, Claus (1683–1762), dänischer Offizier und Gouverneur von Grönland
- Paartalu, Erik (* 1986), australischer Fußballspieler

### Paas
- Paas, Jürgen (* 1958), deutscher zeitgenössischer Maler und Bildhauer
- Paas, Martin (* 1967), deutscher Puppenspieler
- Paas, Sigrun (* 1944), deutsche Kunsthistorikerin
- Paasch, Adele (1868–1937), deutsche Bildhauerin und Medailleurin
- Paasch, Carl (1848–1915), deutscher Geschäftsmann und antisemitischer Publizist
- Paasch, Heinrich (1835–1904), deutscher Kapitän und Schriftsteller
- Paasch, Leopold (1912–1988), deutscher Komponist
- Paasch, Oliver (* 1971), belgischer Politiker, Ministerpräsident der Deutschsprachigen Gemeinschaft BelgiensOliver Paasch (* 1971)

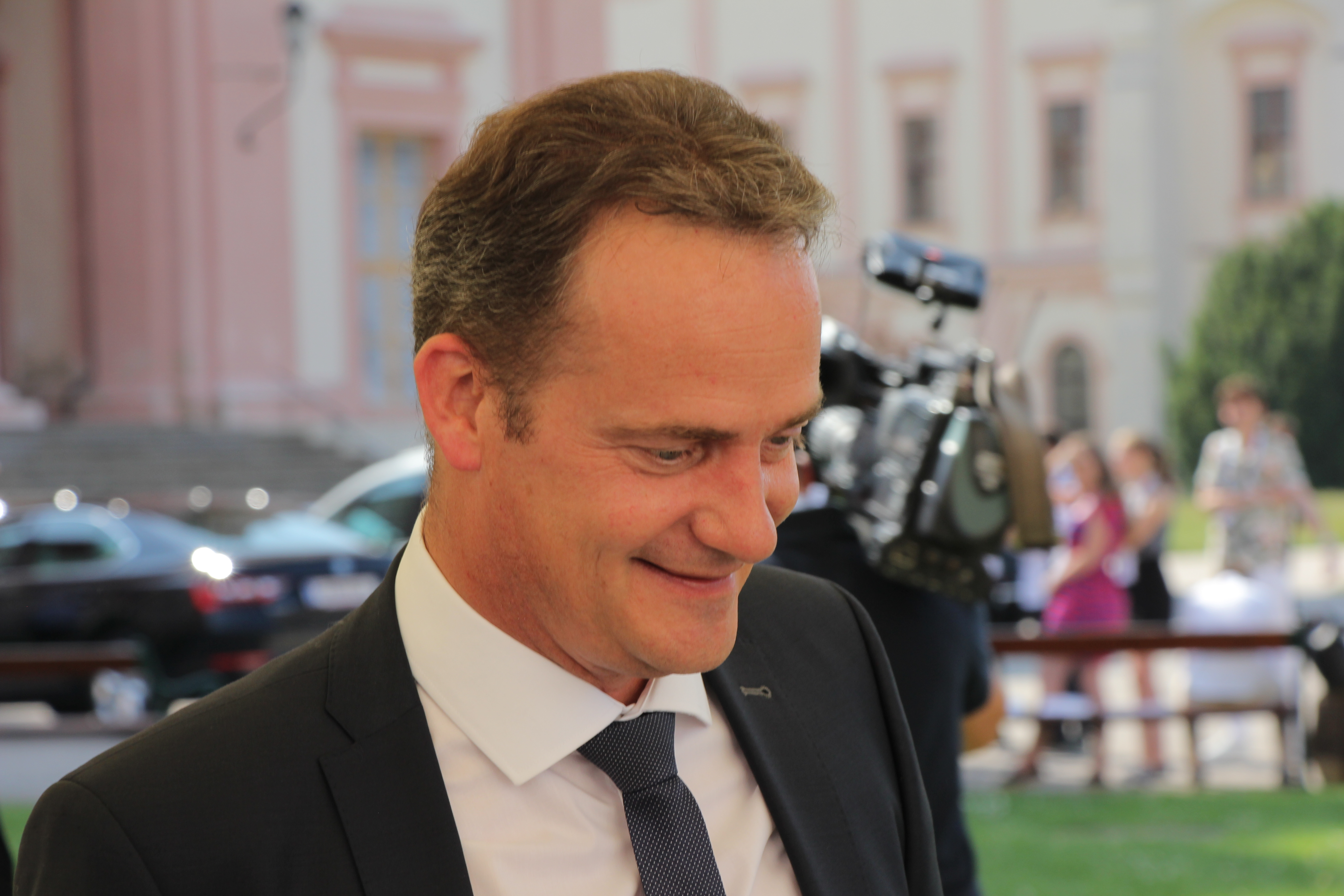
Oliver Paasch (* 1971)

- Paasche, Elise (1857–1943), deutsche Publizistin
- Paasche, Hans (1881–1920), deutscher Kapitänleutnant und gesellschaftskritischer Publizist
- Paasche, Hermann (1851–1925), deutscher Statistiker und Politiker (NLP, DVP), MdR, Erfinder des Paasche-Index
- Paasche, Maria (1909–2000), deutsche Widerstandskämpferin gegen den Nationalsozialismus
- Paasche, Werner (1887–1958), deutscher Jurist und Ministerialbeamter
- Paasche, Wilhelm (1913–1997), deutscher Politiker (GB/BHE), Landrat des Kreises Stormarn
- Paasia, Kalle Kustaa (1883–1961), finnischer Turner
- Paasikangas-Tella, Johanna (* 1974), finnische Schachspielerin
- Paasikivi, Juho Kusti (1870–1956), finnischer Staatspräsident (1946–1956)
- Paasikivi, Lilli (* 1965), finnische Opernsängerin (Mezzosopran) und Kulturmanagerin
- Paasilinna, Arto (1942–2018), finnischer SchriftstellerArto Paasilinna (1942–2018)

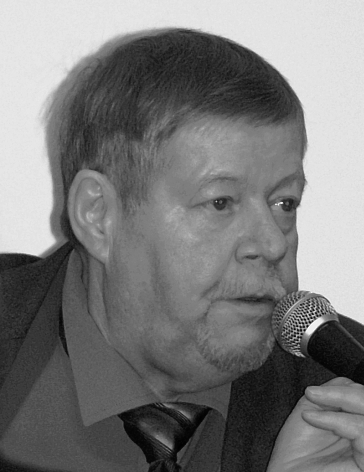
Arto Paasilinna (1942–2018)

- Paasilinna, Erno (1935–2000), finnischer Autor und Journalist
- Paasilinna, Reino (1939–2022), finnischer Politiker, MdEP
- Paasio, Pertti (1939–2020), finnischer Politiker, Mitglied des Reichstags und des Europäischen Parlaments
- Paasio, Rafael (1903–1980), finnischer Politiker, Mitglied des Reichstags, Ministerpräsident
- Paasivuori, Matti (1866–1937), finnischer Politiker (SDP), Mitglied des Reichstags
- Paaske Sørensen, Cathrine (* 1978), dänische Fußballspielerin
- Paaske, Carl (1890–1970), norwegischer Moderner Fünfkämpfer
- Paaske, Lars (* 1976), dänischer Badmintonspieler
- Paaske, Sidsel (1937–1980), norwegische bildende Künstlerin, Schmuckdesignerin, Poetin und Performance-Künstlerin
- Paasonen, Markku (* 1967), finnischer Dichter
- Paasonen, Ranya (* 1974), finnische Schriftstellerin
- Paasonen, Sakari (1935–2020), finnischer Sportschütze
- Paasschens, Mathijs (* 1996), niederländischer Radrennfahrer
- Paaßen, Bernadette (* 1971), deutsche Kamerafrau
- Paassen, Peter van (* 1978), niederländischer Basketballspieler
- Paassen, Pierre van (1895–1968), Journalist, Schriftsteller und unitarischer Pfarrer
- Paassen, Sanne van (* 1988), niederländische Radrennfahrerin
- Pääsuke, Johannes (1892–1918), estnischer Fotograf und Filmemacher
- Pääsuke, Kairi (* 1970), estnische Biathletin
- Pääsuke, Piret (* 1959), estnische Literaturübersetzerin

### Paat
- Paatelainen, Mixu (* 1967), finnischer Fußballspieler und -trainer
- Paatero, Sirpa (* 1964), finnische Politikerin (SDP)
- Paatero, Veikko (1903–1986), finnischer Mathematiker
- Paats, Erich (1900–1949), deutscher Politiker (KPD), MdL
- Paats, William (1876–1946), niederländischer Freimaurer, Fußballspieler und -funktionär
- Paatsch, Eckart (* 1939), deutscher Badmintonspieler
- Paatz, Elisabeth (1900–1991), deutsche Kunsthistorikerin
- Paatz, Herbert (1899–1944), deutscher Journalist und Kinderbuchautor
- Paatz, Martin (1882–1962), deutscher Landschafts- und Porträtmaler sowie Hochschullehrer
- Paatz, Mathilda (* 2008), deutsche Automobilrennfahrerin
- Paatz, Walter (1902–1978), deutscher Kunsthistoriker

### Paau
- Paauwe, Bas (1911–1989), niederländischer Fußballspieler
- Paauwe, Bas junior (1936–2015), niederländischer Fußballtrainer
- Paauwe, Cees (* 1977), niederländischer Fußballtorhüter
- Paauwe, Patrick (* 1975), niederländischer Fußballspieler

### Paav
- Paavilainen, Jorma (* 1960), finnischer Schachkomponist und -spieler
- Paavola, Mikko (* 1998), finnischer Stabhochspringer
- Paavola, Rodney (1939–1995), US-amerikanischer Eishockeyspieler
- Paavolainen, Jaakko (1926–2007), finnischer Historiker
- Paavolainen, Olavi (1903–1964), finnischer Schriftsteller

### Paay
- Paay, Patricia (* 1949), niederländische Sängerin, Radiomoderatorin, Glamour-Model und TV-PersönlichkeitPatricia Paay (* 1949)

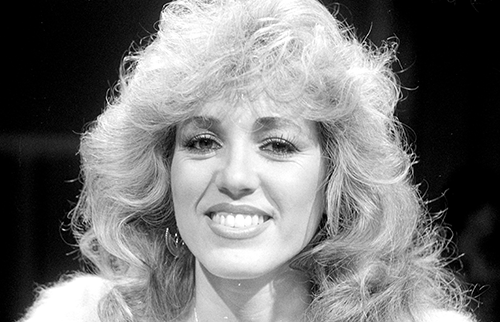
Patricia Paay (* 1949)